# Ponarther Kirche

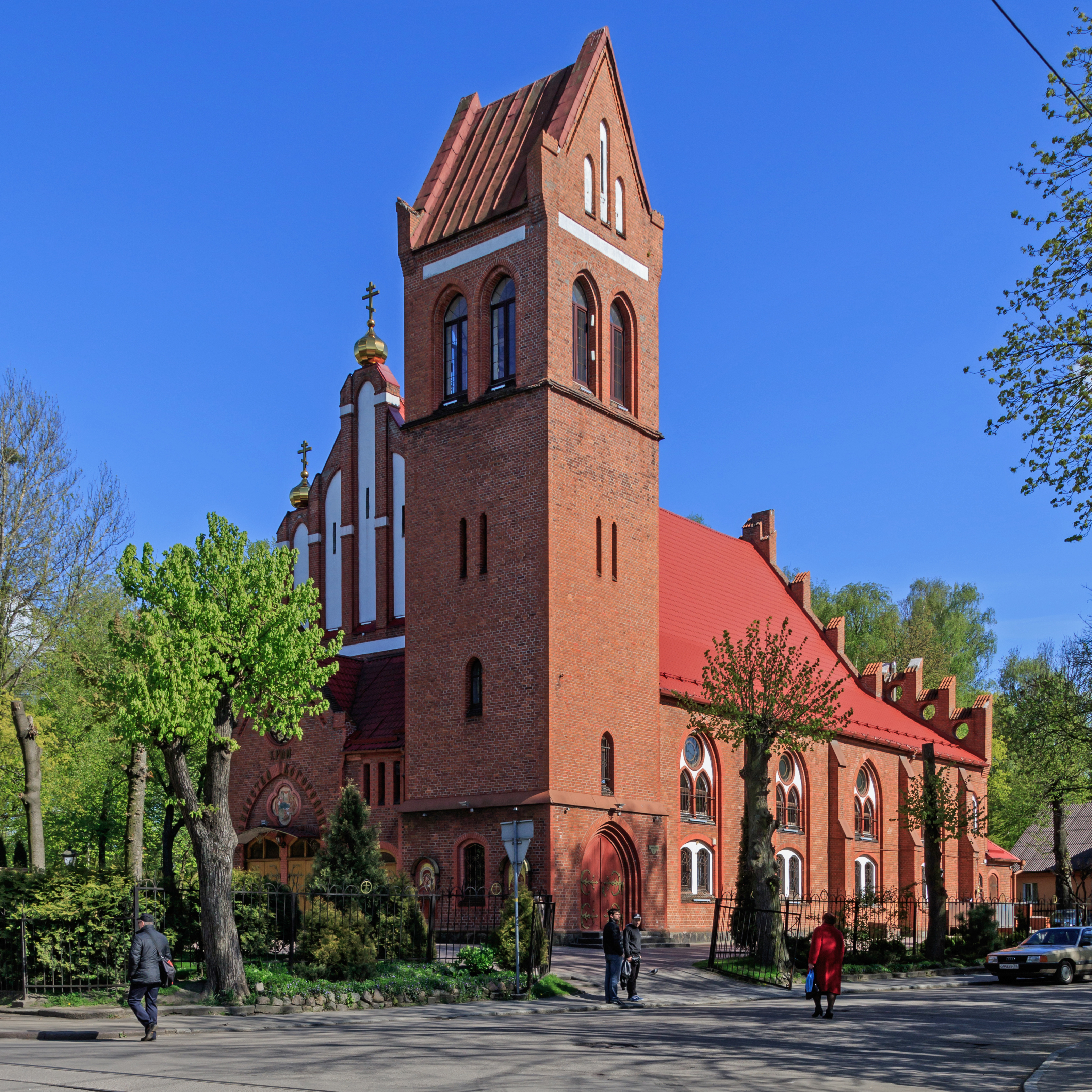
Ponarther Kirche

Die Ponarther Kirche wurde 1896/1897 als evangelische Kirche der damals noch selbstständigen Gemeinde Ponarth gebaut. 

## Geschichte
Geldgeber für den Bau waren der Brauereibesitzer Eduard Schifferdecker und weitere Gutsbesitzer. Der Backsteinbau in neogotischem Stil wurde am 23. Juli 1897 eingeweiht. 1905 wurde Ponarth ein Stadtteil von Königsberg in der preußischen Provinz Ostpreußen, dem heutigen Kaliningrad im russischen Oblast Kaliningrad.
Das Patronatsrecht hatte anfangs der Stifter Schifferdecker inne, der 1915 in der Schifferdecker-Familiengruft der Kirche bestattet wurde. Von 1934 bis 1937 war Leopold Beckmann (1886–1946) Pastor an der Ponarther Kirche, von 1939 bis 1945 war Helmut Hildebrandt Pastor.
Im Zweiten Weltkrieg wurden der Turmhelm und der nördliche Giebel leicht beschädigt. Nach Kriegsende diente die Kirche für Gottesdienste der noch verbliebenen Deutschen. Von den Kaliningradern wurde das Gotteshaus zunächst als Lager und später als Turnhalle genutzt. Anfang der 1980er Jahre wurden die Dachziegel durch Zementplatten ersetzt. Seit 2002 wird das Gebäude von einer russisch-orthodoxen Gemeinde wieder als Sakralbau genutzt.